# Adem Chasanow
Adem Chasanow (bg. Адем Хасанов) – bułgarski zapaśnik walczący w stylu wolnym. Brązowy medalista mistrzostw Europy w 1984 roku.